# میشل شارئار
میشل شارئار (فرانسوی: Michel Charréard‎؛ زادهٔ ۱۰ ژوئیهٔ ۱۹۵۹) دوچرخه‌سوار اهل فرانسه است.